# Berlin (Schiff, 1905)

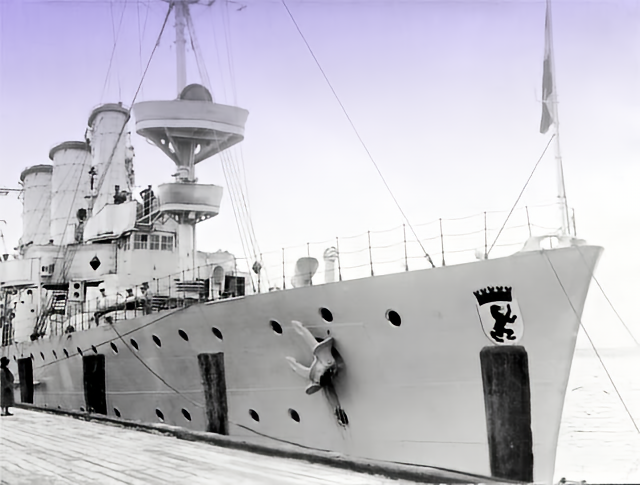

Der Kleine Kreuzer Berlin war ein Kriegsschiff der Kaiserlichen Marine, das im Ersten Weltkrieg eingesetzt wurde. Sie diente noch in der Reichsmarine und führte als Schulkreuzer mehrere große Auslandsfahrten durch.

## Geschichte
Das Schiff wurde ab 1902 auf der Kaiserlichen Werft in Danzig für die Kaiserliche Marine gebaut. Stapellauf war am 22. September 1903 und die Indienststellung erfolgte am 4. April 1905.
Die Inneneinrichtung von Offiziersmesse und Kommandantensalon wurden nach dem Entwurf des Jugendstilkünstlers Richard Riemerschmid von den Dresdener Werkstätten für Handwerkskunst hergestellt.

### Einsatz

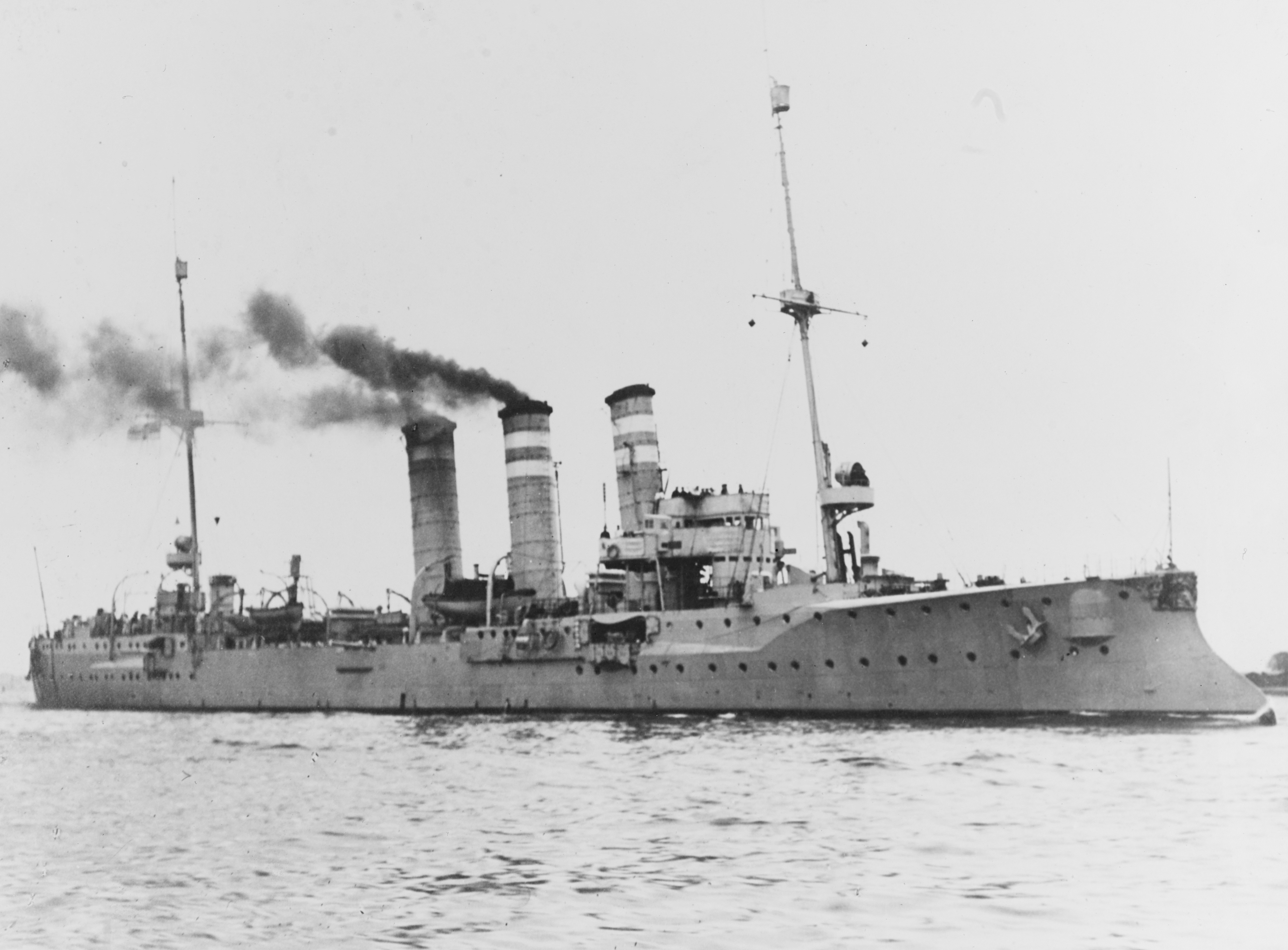
Kleiner Kreuzer Berlin

Der Kleine Kreuzer Berlin war zunächst als Begleitschiff für die kaiserliche Yacht Hohenzollern eingesetzt. Ab August 1905 war das Schiff den Aufklärungsschiffen zugeordnet und tat Flottendienst in der Nordsee und Ostsee. Es ersetzte hierbei den Kleinen Kreuzer Amazone, von dem auch die Besatzung für die Berlin stammte. Ferner unternahm die Berlin Auslandsfahrten in den Atlantik.

#### Vor Agadir
Am 28. Juni 1911 verließ der Kreuzer Berlin Kiel, um in Agadir das Kanonenboot Panther („Panthersprung nach Agadir“) abzulösen. Der Kreuzer war dort bis November 1911 zusammen mit dem Kanonenboot Eber stationiert. Es galt die deutschen Interessen zu wahren. Am 14. Dezember 1911 lief die Berlin wieder in Kiel ein.
Anschließend wurde der Kreuzer wiederum bei den Aufklärungskräften eingesetzt. Am 27. September 1912 stieg der größte Teil der Besatzung auf den neuen Kreuzer Straßburg über. Mit der übrigen Besatzung verlegte die Berlin nach Wilhelmshaven, wo sie am 29. Oktober 1912 außer Dienst gestellt wurde.

#### Erster Weltkrieg
Mit dem Beginn des Ersten Weltkriegs wurde die Berlin reaktiviert und als Führerschiff der Hafenflottille in Wilhelmshaven wieder in Dienst gestellt. Bald danach kam das Schiff, zusammen mit der IV. Aufklärungsgruppe, für kurze Zeit als Sperrbewacher im Großen Belt zum Einsatz. Ab Oktober 1914 versah die Berlin wieder Vorposten- und Sicherungsdienste in der Deutschen Bucht. Am 24. Oktober 1915 schied sie aus der IV. Aufklärungsgruppe aus und verlegte wieder in die Ostsee. Die Berlin wurde zusammen mit dem Kleinen Kreuzer Stuttgart und der V. T-Flottille nach Libau und von dort nach Windau verlegt. Dort löste sie den Kleinen Kreuzer Bremen ab. Im Januar 1916 kam die Berlin wieder zur IV. Aufklärungsgruppe und kehrte in die Nordsee zurück. Dort wurde sie wiederum als Vorpostendienst eingesetzt. Wegen einer zweimonatigen Werftliegezeit war das Schiff bei der Skagerrakschlacht nicht dabei. Als die München am 19. Oktober 1916 torpediert wurde, schleppte die Berlin ihr Schwesterschiff ein.
Am 14. Januar 1917 verlegte die Berlin nach Danzig, wo sie am 11. Februar 1917 wieder außer Dienst gestellt wurde. Im letzten Kriegsjahr wurde das Schiff als Tender in Kiel und Swinemünde verwendet.

#### Zwischenkriegszeit

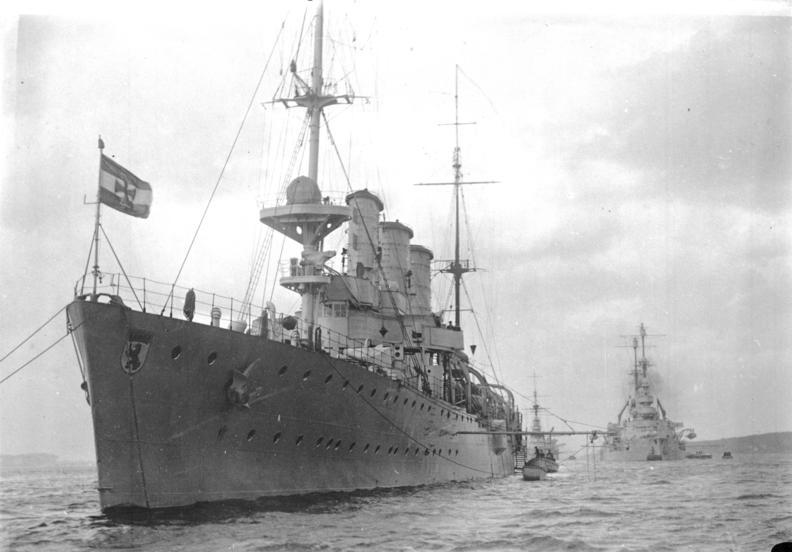
Die modernisierte Berlin

Im Dezember 1919 wurde der Kreuzer wieder fahrbereit gemacht und nach Kiel verlegt, wo er als Schulschiff für Heizer diente. Von 1921 bis 1922 erfolgte auf der Reichsmarinewerft Wilhelmshaven der Umbau zum Schulkreuzer, verbunden mit einer Generalüberholung. Hierbei wurde der alte Rammbug durch einen modernen Kreuzerbug ersetzt. Am 2. Juli 1922 stellte man die Berlin als Schulkreuzer der Inspektion des Bildungswesens unter Kapitän zur See Wilfried von Loewenfeld erneut in Dienst. In den folgenden Jahren machte sie zahlreiche Ausbildungsfahrten zu europäischen Häfen, ins Mittelmeer und nach Südamerika. Mit der Indienststellung des neuen Schulkreuzers Emden im Oktober 1925 wurde der Kreuzer Berlin wieder der Flotte im Bereich des Befehlshabers Ostsee zugeteilt.
1927 folgte eine Auslandsfahrt mit der Flotte nach Spanien und Portugal.
Am 1. Oktober 1927 kam der Kreuzer erneut zur Inspektion des Bildungswesens in Hamburg. Es folgte eine Weltreise vom 1. Dezember 1927 bis zum 7. März 1929, welche die Berlin nach Ostasien und als erstes deutsches Kriegsschiff zehn Jahre nach dem Kriegsende bis Australien führte. Kommandant auf dieser letzten Reise war mit dem Kapitän zur See Hans Kolbe ein ehemaliger Bataillonskommandeur der Marine-Brigade von Loewenfeld.
Nach der Rückkehr von dieser Fahrt wurde sie am 27. März 1929 in Kiel außer Dienst gestellt und der Reserveflotte zugeführt. Große Teile der Besatzung wechselten auf den in Ausrüstung befindlichen Leichten Kreuzer Karlsruhe.

#### Zweiter Weltkrieg
Von 1936 bis 1945 wurde sie als Wohnschiff für die Kriegsmarine in Kiel genutzt.

## Verbleib
Nach dem Zweiten Weltkrieg wurde der Kleine Kreuzer Berlin von der britischen Besatzungsmacht beschlagnahmt und schließlich 1947, mit Gasmunition beladen, im Skagerrak versenkt.

## Kommandanten
| 4. April bis September 1905           | Fregattenkapitän Wilhelm Schäfer                                          |
| September 1905 bis 30. September 1907 | Korvettenkapitän / Fregattenkapitän Hugo Kraft                            |
| 1. Oktober 1907 bis September 1908    | Fregattenkapitän / Kapitän zur See Arthur Tapken                          |
| September 1908 bis 30. September 1909 | Fregattenkapitän / Kapitän zur See Walter Herrklotsch                     |
| 1. Oktober 1909 bis September 1910    | Fregattenkapitän Eduard Engels                                            |
| September 1910 bis November 1911      | Korvettenkapitän / Fregattenkapitän Heinrich Löhlein                      |
| November 1911 bis September 1912      | Fregattenkapitän Wilhelm Tägert                                           |
| September bis 29. Oktober 1912        | Korvettenkapitän Egon von Wolf (in Vertretung)                            |
| 17. August 1914 bis 31. Dezember 1915 | Fregattenkapitän / Kapitän zur See Friedrich Freiherr von Bülow           |
| 1. Januar 1916 bis 11. Februar 1917   | Fregattenkapitän Walter Hildebrand                                        |
| April 1918 bis Dezember 1920          | unbekannt, Offiziere des BSO-Stabes reduzierte Besatzung                  |
| Dezember 1920 bis April 1921          | Oberleutnant zur See Clamor von Trotha reduzierte Besatzung               |
| April/Mai 1921                        | Kapitänleutnant Hans Walther reduzierte Besatzung                         |
| Mai/10. Juni 1921                     | Kapitänleutnant Otto Hersing reduzierte Besatzung                         |
| 2. Juli 1922 bis 30. September 1923   | Kapitän zur See Wilfried von Loewenfeld                                   |
| 1. Oktober 1923 bis Juli 1925         | Kapitän zur See Paul Wülfing von Ditten                                   |
| Juli 1925 bis April 1926              | Kapitän zur See Ernst Junkermann                                          |
| April bis 25. September 1926          | Korvettenkapitän Friedrich von Arnauld de la Perière reduzierte Besatzung |
| 25. September 1926 bis 27. März 1929  | Fregattenkapitän / Kapitän zur See Hans Kolbe                             |

## Bekannte Besatzungsangehörige (Auswahl)
- Max-Eckart Wolff, zur Bordausbildung auf dem Schiff
- Wilhelm Canaris, vom 1. Juni 1923 bis Anfang Mai 1924 Erster Offizier
- Reinhard Heydrich, von Juli 1923 bis März 1924 als Seekadett auf dem Schiff